# Anneliese Michel
Anneliese Michel (ur. 21 września 1952 w Leiblfing, zm. 1 lipca 1976 w Klingenbergu nad Menem) – niemiecka katoliczka poddawana wielu egzorcyzmom.
Wydarzenia z życia Michel stały się kanwą dla trzech filmów fabularnych: Egzorcyzmy Emily Rose (2005), Requiem (2006), Anneliese: The Exorcist Tapes (2011) oraz filmu dokumentalnego Egzorcyzmy Anneliese Michel (2007).

## Młodość
Anneliese Michel urodziła się w 1952 roku w niemieckiej miejscowości Leiblfing. Wychowała się w bardzo religijnej rodzinie, rodzice zaangażowani byli w działalność wspólnot religijnych odrzucających m.in. postanowienia Drugiego Soboru Watykańskiego. Jako nastolatka sypiała zimą na gołej podłodze, usiłując w ten sposób odkupić grzechy świata. Po nasileniu się objawów mogących świadczyć o opętaniu bądź chorobie, zmuszona była odizolować się od przyjaciół i przerwać studia pedagogiczne, których nie ukończyła.

## Leczenie
W wieku 16 lat, kiedy uczęszczała do szkoły średniej zaczęła cierpieć na ataki epilepsji. Sąd rozpatrujący sprawę śmierci Anneliese ustalił, iż pierwszy atak padaczki miał nastąpić w 1969 roku. Z uwagi na jego siłę i depresję, na którą zaczęła cierpieć, skierowano ją na leczenie szpitalne. Jesienią 1970 roku lekarze przyznali, że są bezsilni wobec braków postępów w leczeniu pomimo wykorzystania wszelkich dostępnych w tamtym czasie metod.
Wkrótce rozpoczęły się pojawiać u niej omamy, wedle jej relacji podczas modlitw widziała diabelskie twarze i słyszała głosy mówiące jej, iż została potępiona. Jej zachowanie stało się trudne do wytłumaczenia. Anneliese piła swój mocz, spożywała muchy i pająki, żuła węgiel, klęła w obecności księży, odgryzała głowy martwym ptakom oraz zdarzyło się jej szczekać i wyć jak pies przez dwa dni. Szczególną jej agresję wywoływały dewocjonalia: niszczyła krzyże i maryjne figurki, rozrywała różańce, rozlewała wodę święconą, nie mogła przełknąć podawanej jej hostii, nie mogła znieść ceremonii kościelnych.
W ostatnich latach życia – na jej ciele, w charakterystycznych miejscach na stopach i dłoniach – pojawiły się niegojące się rany i blizny mogące być uznane za stygmaty. Sama Anneliese wyznała, iż doznaje objawień Najświętszej Marii Panny oraz Jezusa Chrystusa, którzy według niej podtrzymywali ją na duchu i zapewniali o tym, że zostanie świętą. Twierdziła także, że nawiedzały ją dusze zmarłych osób. Anneliese mówiła, że cierpi za kapłanów, w szczególności za tych, którzy nie wierzą w istnienie osobowego Szatana, oraz za młodzież niemiecką. Z zeznań ks. Ernsta Alta, kierownika duchowego Anneliese Michel, wynika że dziewczyna dobrowolnie przyjęła na siebie cierpienia związane z opętaniem, jako pokutę za grzechy innych ludzi (cierpienie ekspiacyjne). Cierpienia, jakich doświadczała, powodowały jednak, że pragnęła końca udręk i dlatego poddawała się egzorcyzmom.
Wystąpił u niej również cały szereg objawów fizycznych. Lekarze badający ją stwierdzili anomalie funkcjonowania mięśni szyi, które w wyniku dużej twardości uniemożliwiały połykanie. Napięcie mięśni rozszerzało się na klatkę piersiową i przeszkadzało jej w oddychaniu. Obserwowano u niej nieproporcjonalnie dużą siłę fizyczną w stosunku do masy jej ciała. Jej partner, Peter Himsel zeznał, że widział jak jedną ręką rozgniotła jabłko. Świadkowie również zeznali, iż była zdolna rzucić dorosłym człowiekiem. Anneliese w pewnym okresie życia dzień i noc była w nieustannym pobudzeniu, kiedy jej siły ulegały wyczerpaniu, już po dwóch godzinach była na nowo pobudzona, co miało się powtarzać wielokroć.

## Egzorcyzmy

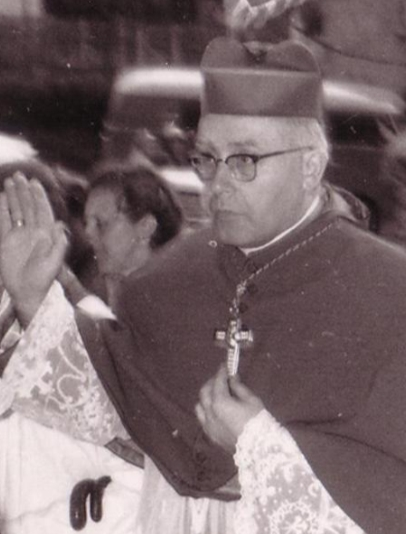
Bp Josef Stangl (maj 1959), który udzielił pozwolenia na egzorcyzmy w całkowitej tajemnicy

Wedle doktryny katolickiej objawy mogły świadczyć o wystąpieniu u niej religijnego stanu wyjątkowego – opętania demonicznego, z tego też powodu, rodzice Anneliese w 1973 roku zwracali się do różnych egzorcystów o pomoc. Początkowo odmawiano udzielenia jej egzorcyzmu, tłumacząc, że powinna kontynuować leczenie farmakologiczne. Pomimo tego była pod stałą opieką kapłanów i minęło 7 lat od wystąpienia pierwszych symptomów opętania, zanim we wrześniu 1975 roku biskup Würzburga Josef Stangl udzielił księdzu Arnoldowi Renzowi zgody na egzorcyzmy wg Rituale Romanum z 1614, jednocześnie nakazując zachowanie ścisłej tajemnicy.
Anneliese Michel egzorcyzmowało dwóch księży: proboszcz Ernst Alt oraz salwatorianin Arnold Renz. Większość przeprowadzonych egzorcyzmów została udokumentowana przez nagranie 51 taśm magnetofonowych. Renz przeprowadził pierwszą sesję 24 września, po której Michel zaczęła odmawiać przyjmowania posiłków. Od tego czasu rodzice na jej żądanie zaprzestali korzystania z konsultacji lekarskich i odtąd polegali wyłącznie na poleceniach egzorcystów. Od jesieni 1975 przez 10 miesięcy przeprowadzono 67 sesji egzorcystycznych, które odbywały się raz lub dwa razy w tygodniu i trwały do czterech godzin.
Ostatni egzorcyzm miał miejsce 30 czerwca 1976 roku w Klingenbergu nad Menem, w czasie którego Anneliese otrzymała rozgrzeszenie od ks. Renza. Zmarła następnej nocy we śnie 1 lipca 1976 roku.

## Śmierć

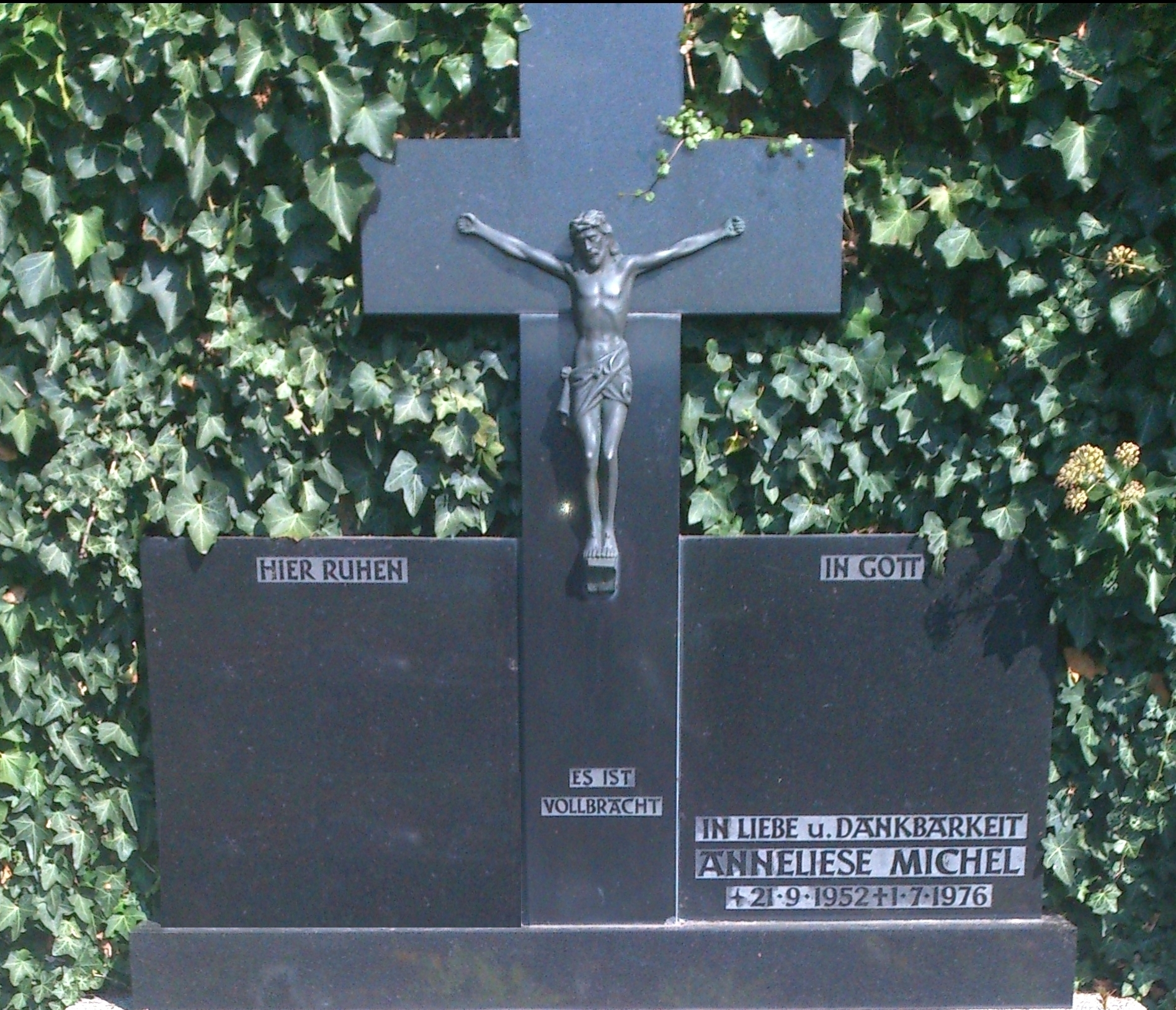
Grób Anneliese na cmentarzu w Klingenberg am Main. Miejsce pochówku stało się miejscem pielgrzymek niemieckich katolików.

1 lipca 1976 Anneliese zmarła w swoim domu. Sekcja zwłok wykazała niedożywienie i odwodnienie, będące skutkiem głodzenia przez niemal rok trwania egzorcyzmów. Dziewczyna ważyła 30 kg i miała zniszczone stawy kolanowe wskutek nieustannego klęczenia tak, że w ostatnim czasie nie była w stanie się samodzielnie poruszać, zachorowała też na zapalenie płuc.

## Proces karny
Sąd Krajowy w Aschaffenburgu uznał w wyroku z 1978 roku, że przyczyną śmierci Anneliese było zagłodzenie. W czasie procesu biegli lekarze interpretowali objawy jako skutek epilepsji oraz surowego religijnego wychowania w dzieciństwie i młodości. Prokurator stwierdził, że przed śmiercią dziewczyna mogła nie otrzymywać posiłków ani napojów nawet przez tydzień. Rodzice dziewczyny, a także dwaj duchowni egzorcyści, zostali uznani winnymi za nieumyślne spowodowanie śmierci poprzez „doprowadzenie dziewczyny do śmierci wskutek niedbalstwa”. Sąd wymierzył im kary sześciu miesięcy pozbawienia wolności w zawieszeniu na trzy lata. Obrona podnosiła, że na zwłokach nie stwierdzono zwykle występujących symptomów (np. odleżyn).
Niektórzy twierdzą jednak, że prawdziwą przyczyną śmierci miałoby być przedawkowanie karbamazepiny 

## Ekshumacja
W lutym 1978 rodzice doprowadzili do ekshumacji ciała córki, chcąc się przekonać czy ciało ulega rozkładowi, co świadczyć miałoby o tym, że jest uwolnione od wpływu szatana.

## Opinie
Ulrich Niemann, jezuicki duchowny i lekarz psychiatra, odnosząc się do sprawy powiedział: „jako lekarz muszę powiedzieć, że nie istnieje coś takiego jak opętanie. W moim odczuciu tacy pacjenci cierpią na schorzenia umysłowe. Niezbędna jest interwencja psychiatry. Modlę się wraz z nimi, jednak nie może to być jedyną pomocą”.
W obronie egzorcyzmów w tamtym czasie nie stanął żaden z niemieckich biskupów. Biskup diecezjalny Josef Stangl pozwolił na ten egzorcyzm, później jednak wydał (niezgodny z nauczaniem Kościoła katolickiego) dokument stwierdzający, że szatan nie istnieje, a Anneliese nie była opętana.
Wedle mocno krytykowanej hipotezy ojca Marka Mularczyka OMI Anneliese Michel została wykorzystana przez szatana jako narzędzie i jej ofiara ekspiacyjna była dopełnieniem opętania.

## Skutki
Po procesie Anneliese, niemieccy biskupi oraz teolodzy powołali komisję, która zajęła się zbadaniem procedur egzorcystycznych, co poskutkowało w 1984 dokumentem przesłanym do Watykanu z prośbą o dokonanie modyfikacji. Głównym problemem, jaki niemiecki kler dostrzegł w procedurze egzorcystycznej była praktyka zwracania się do Szatana w sposób „bezpośredni” lub „nakazujący” – szkodliwość polegała na potwierdzaniu w ten sposób Szatanowi, że osoba egzorcyzmowana jest faktycznie opętana. Przepisy watykańskie zmieniono dopiero w 1999, pozostawiając jednak możliwość przemawiania bezpośrednio do domniemanych demonów władających osobą egzorcyzmowaną.